# María José Frápolli
María José Frápolli Sanz (Madrid, 4 de febrero de 1960) es una filósofa española. En la actualidad es catedrática de Lógica y Filosofía de la Ciencia en la Universidad de Granada. Entre 2006 y 2012 fue presidenta de la Sociedad de Lógica, Metodología y Filosofía de la Ciencia en España y, entre 2018 y 2020, profesora honoraria del University College de Londres. Su trabajo está centrado en la filosofía del lenguaje y la filosofía de la lógica.

## Trayectoria
La segunda de cinco hermanas, María José Frápolli nace en Madrid el 4 de febrero de 1960. Siendo niña, su familia se traslada a Granada, donde asiste al colegio de Las Mercedarias y, más adelante, al Seminario Menor de Cartuja. A los dieciséis años inicia sus estudios de Letras en la Universidad de Granada. Al finalizar el primer curso, decide optar por la especialidad de Filosofía.
Una vez concluidos sus estudios de licenciatura, Frápolli inicia los de doctorado en el área de Lógica y Filosofía de la Ciencia de la Universidad de Granada bajo la dirección de Juan José Acero. Lo hace con una de las primeras ayudas para la Formación del Profesorado Universitario que el Ministerio de Educación concede en el área de humanidades. A mitad del disfrute de su beca predoctoral, se le presenta la posibilidad de optar a una plaza de profesora ayudante, que consigue con el apoyo de las tres áreas del Departamento de Filosofía. Frápolli defiende su tesis doctoral, titulada La matematización del infinito. La emergencia de la teoría de conjuntos en la obra de G. Cantor, en 1987.
En 1988 y 1989, Frápolli viaja a Warwick para trabajar con Susan Haack y, en 1991, a Bristol para trabajar con Christopher Williams. En 1992, obtiene una plaza de profesora titular. Al jubilarse, Williams le propone que presente su candidatura en la Universidad de Bristol, pero ella rechaza hacerlo. En 1995, vuelve a visitar a Susan Haack, esta vez en Miami.
En 1998, Frápolli publica junto con su compañera Esther Romero el libro Una aproximación a la filosofía del lenguaje. Ese mismo año es elegida directora del Departamento de Filosofía I de la Universidad de Granada, cargo en el que permanece hasta 2001. En 2002 vuelve a viajar a Bristol. En 2003 edita junto con Esther Romero el libro Meaning, Basic Self-Knowledge, and Mind: Essays on Tyler Burge. En 2004 viaja a Helsinki para trabajar con Jaakko Hintikka, y en 2005 realiza una tercera estancia con Susan Haack. Ese mismo año edita el libro F. P. Ramsey: Critical Reassessments y, en 2007, el libro Saying, Meaning, and Referring: Essays on François Recanati’s Philosophy of Language.
En 2008, Frápolli accede a la cátedra. En 2012, publica el libro The Nature of Truth: An Updated Approach to the Meaning of Truth Ascriptions. Entre 2015 y 2020, compagina su trabajo en la Universidad de Granada con un puesto en el University College de Londres, primero con un contrato Marie Skłodowska-Curie financiado por la Unión Europea (2015-2017) y después como profesora honoraria (2018-2020). En 2019, edita el libro Expressivisms, Knowledge and Truth, y en 2021 publica el libro The Priority of Propositions. A Pragmatist Philosophy of Logic en 2023

## Pensamiento
La tesis doctoral de María José Frápolli está dedicada a la filosofía de las matemáticas, y en los años siguientes a su defensa desarrolla un interés por la filosofía de la lógica. A raíz de su trabajo con Christopher Williams, se interesa en particular por los conceptos de identidad y verdad y contribuye al desarrollo de la teoría pro-oracional de la verdad. Posteriormente, Frápolli amplía su enfoque para desarrollar una teoría pragmatista del significado de los operadores de orden superior en general. Esta teoría se enmarca dentro de un enfoque inferencialista (y por tanto antirrepresentacionalista) muy influido por Robert Brandom que Frápolli ha dedicado los últimos años a caracterizar.

## Vida personal
María José Frápolli está casada y tiene dos hijos. En la actualidad, vive entre Granada y Londres. 

## Publicaciones

### Libros

#### Como autora
- The Priority of Propositions. A Pragmatist Philosophy of Logic. 2023. Springer.
- The Nature of Truth: An Updated Approach to the Meaning of Truth Ascriptions. 2012. Berlín: Springer. ISBN: 978-94-007-4463-9.

- Una aproximación a la filosofía del lenguaje (con Esther Romero). 1998.  Madrid: Síntesis. ISBN: 978-84-773-8568-4.

- La matematización del infinito. La emergencia de la teoría de conjuntos en la obra de G. Cantor. 1987. Granada: Servicio de Publicaciones de la Universidad de Granada. ISBN: 978-84-338-0627-0.

#### Como editora
- Expressivisms, Knowledge and Truth. 2019. Cambridge: Cambridge University Press. ISBN: 978-11-088-1863-6.
- Teorías contemporáneas de la verdad (con Juan Antonio Nicolás). 2012. Madrid: Tecnos. ISBN: 978-84-309-5276-2.

- Filosofía de la lógica. 2007. Madrid: Tecnos. ISBN: 978-84-309-4547-4.

- Saying, Meaning and Referring: Essays on François Recanati’s Philosophy of Language. 2007. Londres: Palgrave-McMillan. ISBN: 978-14-039-3328-7.

- Frank Plumpton Ramsey. Obra filosófica completa. 2005.  Edición, introducción y traducción. Granada: Comares. ISBN: 978-84-9836-004-2.
- F. P. Ramsey: Critical Reassessments. 2005. Londres: Continuum. ISBN: 978-08-264-7600-5.

- Meaning, Basic Self-Knowledge and Mind: Essays on Tyler Burge (con Esther Romero). 2003. Stanford: CSLI. ISBN: 978-15-758-6346-7.

- Evaluando la Modernidad. El legado cartesiano en el pensamiento actual (con Juan Antonio Nicolás). 2001. Granada: Comares. ISBN: 978-84-8444-272-1.
- El valor de la verdad. Hermeneútica, semántica, política (con Juan Antonio Nicolás). 2000. Granada: Comares. ISBN: 978-84-8444-249-3.

- Verdad y experiencia (con Juan Antonio Nicolás). 1998. Granada: Comares. ISBN: 84-8151-776-3.

- Teorías de la verdad en el siglo XX (con Juan Antonio Nicolás). 1997. Edición y traducción. Madrid: Tecnos. ISBN: 84-309-3072-8.

### Artículos científicos
- "Has inferentialism left any scope for logical theory?". 2021. Academia Letters, artículo 457.
- "Show me: Tractarian non-representationalism" (con José Andrés Forero). 2021. Teorema, 40(2), 63-81. ISSN: 0210-1602.
- "From conceptual content in big apes and AI, to the classical principle of explosion: An interview with Robert B. Brandom" (con Kurt Wischin). 2019. Disputatio: Philosophical Research Bulletin, 8(9). ISSN: 2386-3994.
- "The pragmatic Gettier: Brandom on knowledge and truth". 2019. Disputatio: Philosophical Research Bulletin, 8(9). ISSN 2386-3994.
- "Stop beating the donkey! A fresh interpretation of conditional donkey sentences" (con Aránzazu San Ginés). 2017. Theoria: An International Journal for Theory, History and Foundations of Science, 32(1), 7-24. ISSN: 2171-679X.
- "Pragmatism: Propositional priority and the organic model of propositional individuation" (con Neftalí Villanueva). 2016. Disputatio: Philosophical Research Bulletin, 8(43), 203-217. ISSN: 2386-3994.
- "Expressivism, relativism, and the analytic equivalence test" (con Neftalí Villanueva). 2015. Frontiers in Psychology, 6, artículo 1788. https://doi.org/10.3389/fpsyg.2015.01788.
- "Non-representational mathematical realism". 2015. Theoria: An International Journal for Theory, History and Foundations of Science, 30(3), 331-348. ISSN: 2171-679X.
- "Enkrasia and de se ascriptions" (con Neftalí Villanueva). 2015. Teorema, 34(2), 117-129. ISSN: 0210-1602.
- "You and me baby ain't nothing but mammals: Subject naturalism and default positions". 2014. Análisis. Revista de investigación filosófica, 1(1), 41-67. ISSN: 2386-8066.
- "No miracles: What does it mean that science seeks the truth?". Zagadnienia Nauznawstwa, 4(202), 263-280. ISSN: 0044-1619.
- "Verdad, prueba y papel tornasol". Revista colombiana de filosofía de la ciencia, 14(28), 7-24. ISSN: 0124-4620.
- "Redefining logical constants as inferential markers" (con Stavros Assimakopoulos). 2012. The Linguistic Review, 29(4), 625-641. ISSN:1613-3676.
- "¿Qué son las constantes lógicas?". 2012. Crítica. Revista Hispanoamericana de Filosofía, 44(132), 65-99. ISSN: 1870-4905.
- "Minimal expressivism" (con Neftalí Villanueva). 2012. Dialectica, 66(4), 471-487. ISSN: 1746-8361.
- "Did Ramsey ever endorse a redundancy theory of truth?". 2011. Tópicos. Revista de filosofía, 41, 315- ISSN: 0188-6649.
- "¿De verdad hay que salvar la verdad de las paradojas?". 2010. Analítica, 4, 71-99. ISSN: 1996-1464.
- "It takes two to make a truth. Comentarios a la teoría onto-semántica de Puntel desde la teoría pro-oracional". 2009. Revista Portuguesa de Filosofia, 65, suplemento, 173-184. ISSN: 0870-5283.
- "Relativism of truth vs. dogmatism about truths: A false dichotomy". 2009. Teorema, 28(3), 65-79, ISSN: 0210-1602.
- "How paradoxical is the liar paradox?". 2008. Logos Architekton: Journal of Logic and Philosophy of Science, 2(2), 7-34. 2065-0469.
- "Contextualismo y semanticismo" (con Francesc Camós). 2008. Episteme NS, 28(1), 1-20. ISSN: 0798-4324.
- "Inference markers and conventional implicatures" (con Neftalí Villanueva). 2007. Teorema, 26(2), 124-140. ISSN: 0210-1602.
- "The informational content of necessary truths" (con Francesc Camós). 2006. Logique et Analyse, 49(196), 413-432. ISSN: 0024-5836.
- "Generalidad y representación". 2005. Contrastes, suplemento 10, 139-153. ISSN: 1136-9922.
- "Identidad y primera persona". 2002. Daimon, 25, 21-40. ISSN: 1130-0507.
- "Un análisis lógico de las teorías de la identidad psiconeural". 2000. Theoria: An International Journal for Theory, History and Foundations of Science, 15(2), 319-348. ISSN: 2171-679X.
- "El significado y las actitudes proposicionales II. Mundos posibles, proposiciones y estados psicológicos" (con Juan José Acero y Esther Romero). 1998. Ágora, 17(1), 5-30. ISSN: 0211-6642.
- "Teorías actuales de la verdad" (con Juan Antonio Nicolás). 1997. Diálogo filosófico, 38, 148-178. ISSN: 0213-1196.
- "El significado y las actitudes proposicionales I. Los problemas y las respuestas clásicas" (con Juan José Acero y Esther Romero). 1997. Ágora, 16(2), 5-37. ISSN: 0211-6642.
- "The logical enquiry into truth". 1996. History and Philosophy of Logic, 17(1/2), 179-197. ISSN: 0144-5340.
- "Extensionalidad, opacidad y estructura intensional. Un análisis de las falacias en contextos epistémicos". 1994. Revista de filosofía, 12, 355-367. ISSN: 0034-8244.
- "Lógica y ontología. Verdad existencia e identidad como funciones de segundo nivel". 1994. Revista de filosofía, 11, 265-274. ISSN: 0034-8244.
- "Identity, necessity, and aprioricity: The fallacy of equivocation". 1992. History and Philosophy of Logic, 13(1), 91-109. ISSN: 0144-5340.
- "The status of Cantorian numbers". 1992. Modern Logic, 2(4), 365-382. ISSN: 1047-5982.
- "Notas sobre la evolución del realismo en la obra de G. Cantor". 1991. Análisis filosófico, 11(1), 39-51. ISSN: 0326-1301.
- "Is Cantorian set theory an iterative conception of set?". 1991. Modern Logic, 1(4), 302-318. ISSN: 1047-5982.
- "Is Cantorian set theory an iterative conception of set?". 1989. The Journal of Symbolic Logic, 54(2), 652. ISSN: 0022-4812.